# Podmanasterek
Podmanasterek – wieś na Ukrainie w rejonie drohobyckim należącym do obwodu lwowskiego.